# Liste de points extrêmes de la Roumanie
La liste de points extrêmes de la Roumanie, qui a 2 956,5 km de frontières terrestres et 245,7 km de côte maritime, est exposée ici.

## Latitude et longitude
| Horodiștea Zimnicea Beba Veche Sulina Moldoveanu |

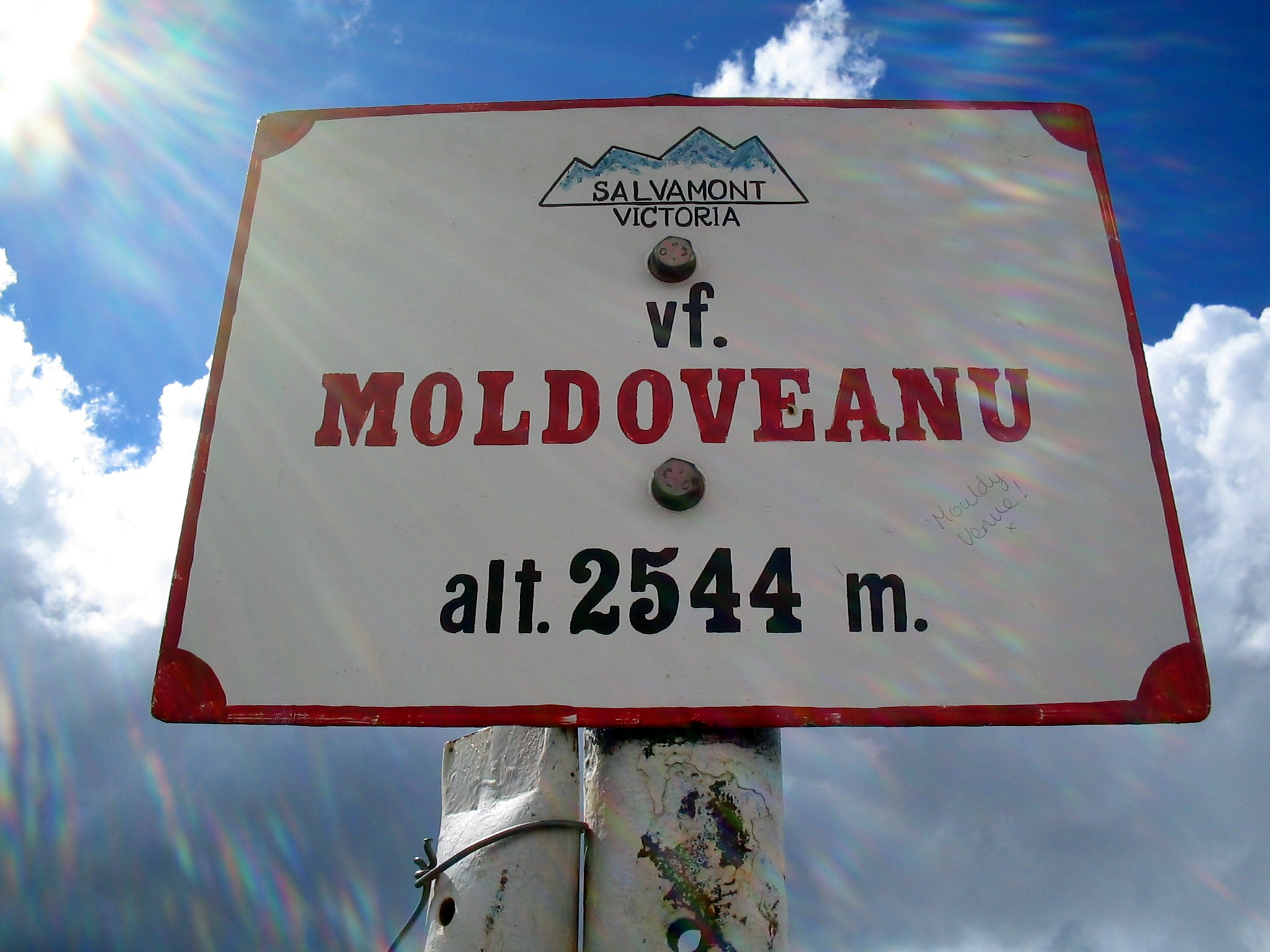
Le point culminant de la Roumanie.

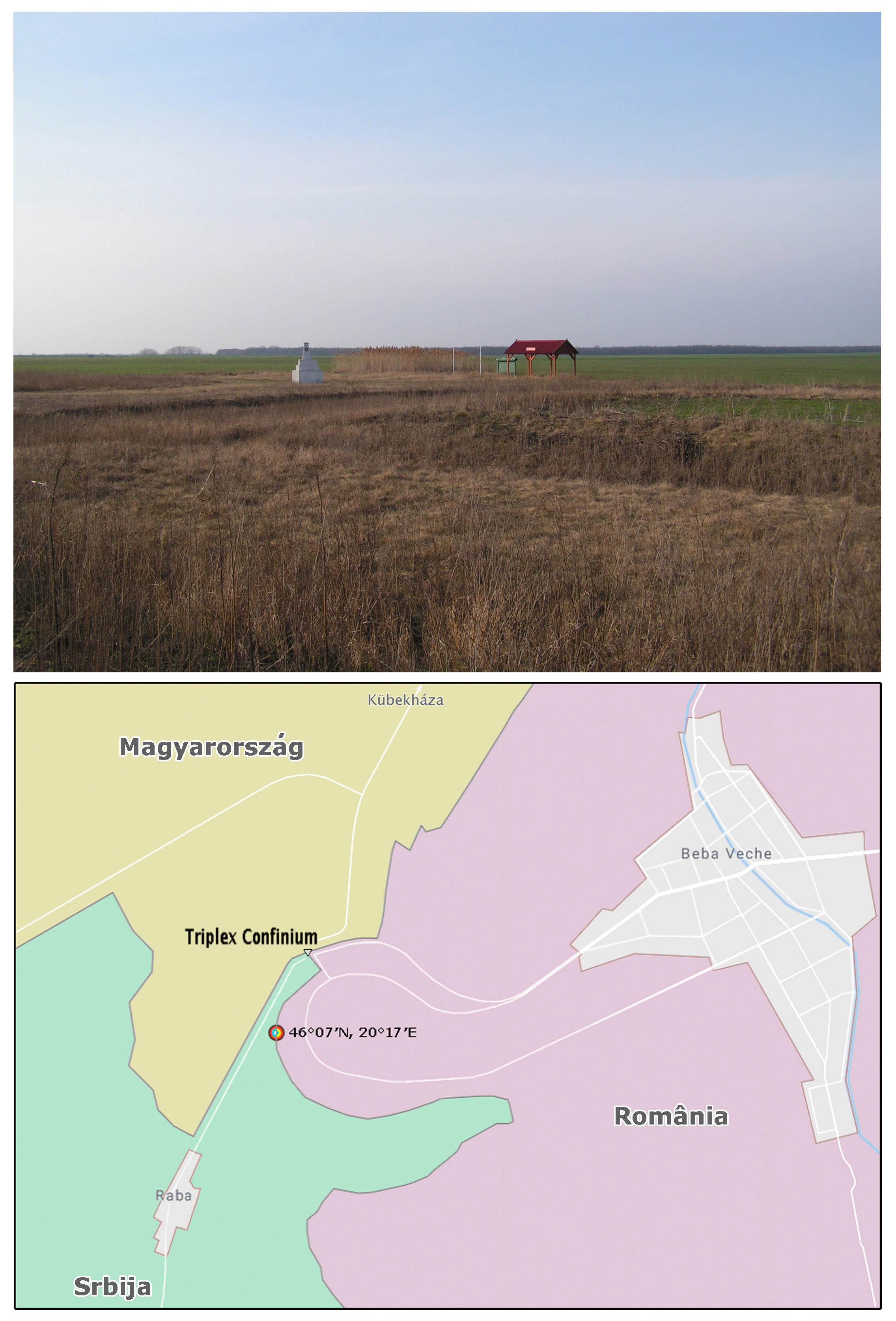
Le tripoint de Beba Veche, à quelques dizaines de mètres au nord du point le plus occidental de la Roumanie.

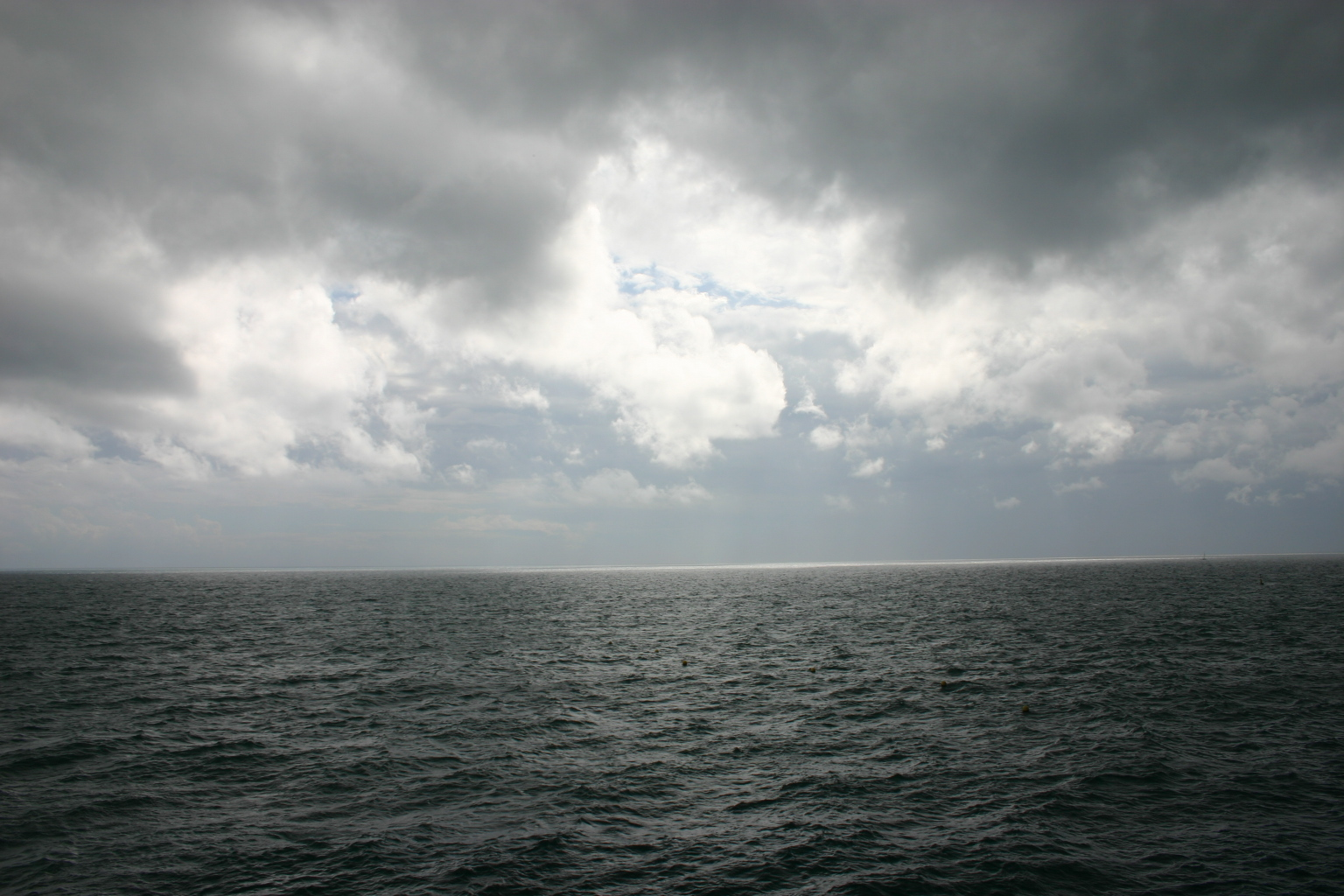
La zone économique exclusive de la Roumanie en mer Noire,.

- Nord : 48° 15′ N, 26° 43′ E à Horodiștea (ro), village des berges de la rivière Prut, dans le județ de Botoșani, en Moldavie, aux frontières avec l'Ukraine et la république de Moldavie ;
- Sud : 43° 40′ N, 25° 22′ E à Zimnicea, port sur le Danube, dans le județ de Teleorman, en Valachie, à la frontière avec la Bulgarie ;
- Ouest : 46° 08′ N, 20° 19′ E à Beba Veche, village du județ de Timiș, dans le Banat historique aux frontières avec la Hongrie et la Serbie ;
- Est : 45° 09′ N, 29° 40′ E au point extrême terrestre : Sulina, port aux bouches du Danube, dans le județ de Tulcea, en Dobrogée ; 44° 05′ N, 31° 26′ E au point extrême maritime : la limite (point 5), de la ZEE en Mer Noire, délimitée par la CIJ[2].

## Altitude
- Maximale : pic Moldoveanu, dans les Monts Făgăraș, entre le Județ de Brașov et le Județ d'Argeș, 2 544 m, 45° 35′ 57″ N, 24° 44′ 10″ E
- Minimale : mer Noire, 0 m